# Haltérophilie aux Jeux olympiques d'été de 2012 - Moins de 105 kg hommes
Navigation
Pékin 2008 Rio de Janeiro 2016
L'épreuve des moins de 105 kg en haltérophilie des Jeux olympiques d'été de 2012 a lieu le 6 août dans le ExCeL de Londres.

## Médaillés
| Or                                  | Argent          | Bronze       |
| Oleksiy Torokhtiy Navab Nasirshelal | Bartłomiej Bonk | Ivan Efremov |

Oleksiy Torokhtiy est officiellement disqualifié en novembre 2020 pour dopage ; de plus Ruslan Nurudinov, 4e initialement, est aussi disqualifié.

## Calendrier
Toutes les heures sont en British Summer Time (UTC+1).
| Date              | Heure           | Tour              |
| ----------------- | --------------- | ----------------- |
| Lundi 6 août 2012 | 15 h 30 19 h 00 | Groupe B Groupe A |

## Résultats
| Rang                                | Athlète                     | Pays         | Groupe | Poids  | Arraché (kg) | Arraché (kg) | Arraché (kg) | Arraché (kg) | Épaulé-jeté (kg) | Épaulé-jeté (kg) | Épaulé-jeté (kg) | Épaulé-jeté (kg) | Total |
| Rang                                | Athlète                     | Pays         | Groupe | Poids  | 1            | 2            | 3            | Résultat     | 1                | 2                | 3                | Résultat         | Total |
| ----------------------------------- | --------------------------- | ------------ | ------ | ------ | ------------ | ------------ | ------------ | ------------ | ---------------- | ---------------- | ---------------- | ---------------- | ----- |
| Médaille d'or, Jeux olympiques      | Navab Nasirshelal           | Iran         | A      | 104.41 | 183          | 183          | 184          | 184          | 222              | 227              | 229              | 227              | 411   |
| Médaille d'argent, Jeux olympiques  | Bartłomiej Bonk             | Pologne      | A      | 104.01 | 185          | 188          | 190          | 190          | 219              | 220              | 225              | 220              | 410   |
| Médaille de bronze, Jeux olympiques | Ivan Efremov                | Ouzbékistan  | A      | 103.83 | 175          | 179          | 183          | 183          | 213              | 218              | 225              | 218              | 401   |
| 4                                   | Ahed Joughili               | Syrie        | A      | 104.98 | 172          | 180          | 184          | 180          | 215              | 218              | 225              | 218              | 398   |
| 5                                   | Artūrs Plēsnieks            | Lettonie     | B      | 103.69 | 167          | 171          | 175          | 175          | 208              | 215              | 225              | 215              | 390   |
| 6                                   | Jorge Arroyo                | Équateur     | B      | 103.96 | 175          | 180          | 185          | 185          | 200              | 200              | 208              | 200              | 385   |
| 7                                   | Jürgen Spiess               | Allemagne    | B      | 104.45 | 167          | 172          | 175          | 172          | 197              | 202              | 214              | 202              | 374   |
| 8                                   | Serhiy Tahirov              | Ukraine      | B      | 104.72 | 166          | 171          | 174          | 174          | 200              | 207              | 208              | 200              | 374   |
| 9                                   | Martin Tešovič              | Slovaquie    | B      | 104.19 | 162          | 167          | 170          | 167          | 190              | 196              | 196              | 196              | 363   |
| 10                                  | Aleksandr Zaychikov         | Kazakhstan   | B      | 97.74  | 155          | 165          | 165          | 155          | 195              | 201              | 205              | 205              | 360   |
| 11                                  | Jorge García (haltérophile) | Chili        | B      | 104.41 | 150          | 150          | 161          | 150          | 191              | 191              | 191              | 191              | 341   |
| 12                                  | Walid Bidani                | Algérie      | B      | 101.45 | 160          | 160          | 165          | 160          | 180              | 180              | 180              | 180              | 340   |
| –                                   | Gia Machavariani            | Géorgie      | A      | 103.86 | 185          | 185          | 185          | 185          | 220              | 220              | 225              | —                | Abd   |
| –                                   | Kim Hwa-Seung               | Corée du Sud | A      | 104.55 | 178          | 178          | 178          | —            | —                | —                | —                | —                | Abd   |
| –                                   | Marcin Dołęga               | Pologne      | A      | 104.01 | 190          | 190          | 190          | —            | —                | —                | —                | —                | Abd   |
| DSQ                                 | Oleksiy Torokhtiy           | Ukraine      | A      | 104.31 | 185          | 190          | 190          | 185          | 222              | 226              | 227              | 227              | 412   |
| DSQ                                 | Ruslan Nurudinov            | Ouzbékistan  | A      | 102.04 | 184          | 188          | 190          | 184          | 220              | 226              | 226              | 220              | 404   |